# Chlaenius dostojevskji
Chlaenius dostojevskji  (лат.) — вид жужелиц рода слизнееды (Chlaenius) из подсемейства Harpalinae (надтриба Chlaeniitae, триба Chlaeniini, подтриба Chlaeniina). Включен в состав подрода Stenochlaenius Reitter, 1908. Обнаружен в Центральной и Средней Азии: Афганистан, Иран, Кашмир, Казахстан, Таджикистан, Узбекистан. Вид был впервые описан в 1895 году русским дворянином и энтомологом Тихоном Сергеевичем Чичериным (1869—1904).